# Советская (гостиница, Москва)
«Сове́тская» — гостиница в Москве, расположенная по адресу: Ленинградский проспект, 32.

## История
В 1836 году в Петровском парке открылся филиал ресторана «Яр» на Кузнецком мосту. Первоначально это было деревянное одноэтажное здание. В 1871 году хозяином ресторана стал московский купец Ф. И. Аксенов.

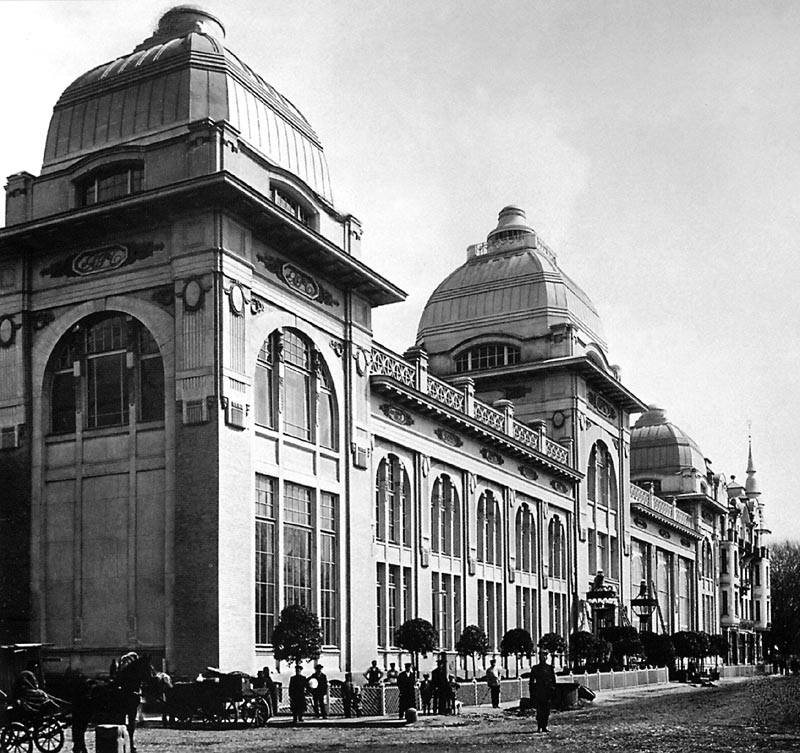
«Яр» на Петербургском шоссе постройки Адольфа Эрихсона. 1909—1913 гг.

В июле 1896 года «Яр» приобрёл бывший официант Алексей Акимович Судаков. В 1910 году по его поручению архитектором Адольфом Эрихсоном было выстроено новое здание в стиле модерн, с большими гранёными куполами, арочными окнами и монументальными металлическими светильниками по фасаду. Внутри были устроены Большой и Малый залы, императорская ложа и кабинеты. Ресторан стал очень популярным среди российской элиты. В числе посетителей «Яра» были Савва Морозов, Плевако, Чехов, Куприн, Горький, Шаляпин и Распутин.
После октябрьской революции ресторан закрыли. Некоторое время в период НЭПа в здании «Яра» ещё работал ресторан. Позднее здесь размещались кинотеатр, спортзал для бойцов Красной армии, госпиталь, производственная база киностудии «Межрабпом-Русь» со съёмочными павильонами и в угловой части — кинотехникум (с 1925 года), преобразованный в 1930 году в Государственный институт кинематографии.
В 1939 году здание было перестроено под клуб архитектором П. Н. Рагулиным и Н. И. Механиковым, роспись потолка осуществлял художник П. Д. Корин. С конца 1930-х годов здесь размещался Центральный дом ГВФ (Клуб лётчиков). В 1940 году для здания было изготовлено 7 скульптур («Парашютистка» скульптора А. Я. Белобородова и другие). В годы Великой Отечественной войны в здании размещался клуб ВВС. 16 декабря 1948 в здании был открыт кинотеатр «Победа».
В 1952 году здание было ещё раз перестроено архитекторами П. П. Штеллером, И. И. Ловейко и В. В. Лебедевым в стиле сталинского ампира с частичным сохранением прежних объёмов и помещений. Вдоль улицы Расковой к существующему зданию пристроили новый корпус, где разместили гостиничные номера. За проект гостиницы его авторы были удостоены Сталинской премии. В этой гостинице проживал Василий Сталин. Сейчас в его честь названы апартаменты № 301 гостиницы.
С 1969 года часть помещений гостиницы и соседнее здание по проекту Эрихсона занимает цыганский Театр «Ромэн». С 1998 года ресторан при гостинице вновь называется «Яром»; в здании восстановлены фрагменты интерьера ресторана 1910 года.
В 1998 году здание было реконструировано. В отеле по старым чертежам восстановили Малахитовый зал: отреставрировали фрески начала XX века на потолке и стенах, привели в порядок люстру 1912 года и отремонтировали светильники 1952 года.

## Театрально-концертный зал
В 1980 году театрально-концертный зал гостиницы «Советская» был одним из крупнейших концертных залов Москвы.